# Droga ekspresowa 31 (Izrael)
Droga ekspresowa 31 (hebr.: כביש 31) – droga ekspresowa położona na pustyni Negew, w południowym Izraelu. Rozpoczyna się na wschodzie przy Newe Zohar przy Morzu Martwym, gdzie krzyżuje się z drogą ekspresową nr 90. Następnie kieruje się na wschód przez Arad, Kusejfa, Chura, Lakija i Lehawim do Eszel ha-Nasi, gdzie krzyżuje się z drogą ekspresową nr 25. Zachodni odcinek drogi, od Lehawim do Eszel ha-Nasi został oddany do ruchu samochodowego w 2001.